# Tablice trwania życia
Tablice trwania życia – stosowane w naukach aktuarialnych tabele pokazujące, dla każdej grupy wiekowej, prawdopodobieństwa, że osoba w danym wieku umrze przed następnymi urodzinami. Tablice umożliwiają przedstawienie empirycznej przeżywalności ludzi z określonej populacji i stanowią długoterminowy sposób pomiaru długości życia populacji. Tablice zostały stworzone przez demografów, w tym Johna Graunta, Reeda i Merrella, Keyfitza i Greville'a.
W naukach aktuarialnych stosowane są dwa rodzaje tablic trwania życia. Tablice przekrojowe przedstawiają współczynniki umieralności w danym okresie dla określonej populacji. Tablice kohortowe służą do przedstawienia współczynników umieralności w ciągu całego życia określonej populacji urodzonej w tym samym przedziale czasu.